# Ögonskål
Ögonskål (Scutellinia scutellata) är en svampart som först beskrevs av L., och fick sitt nu gällande namn av Lambotte 1887. Skålens kant omges av styva, bruna hår som kan liknas vid ögonfransar. Ögonskål ingår i släktet Scutellinia och familjen Pyronemataceae.  Arten är reproducerande i Sverige. Utöver nominatformen finns också underarten terrigena.